# ザッツお台場エンターテイメント!
『ザッツお台場エンターテイメント!』（ザッツおだいばエンターテイメント）は、フジテレビ系列で1997年3月31日から同年4月6日までの7日間にわたってゴールデンタイム・プライムタイム（JST）で生放送された特別番組。

## 番組概要
1997年3月10日にフジテレビが本社を開局以来38年間拠点にしてきた新宿区河田町から港区台場へ移転、且つFNS28局ネットが完成したのに伴い、河田町本社から放送してきた番組を7日間、各ジャンルテーマに分けて一挙に紹介する特別番組を生放送。フジテレビの開局から移転までの約38年間の名物番組を振り返る。
各回とも、タイトルは「○○○の38年」（○○○にはジャンルが入る）で、それぞれサブタイトルが付いていた。

## 編成
- 1997年3月31日（月曜日） - 4月6日（日曜日）19:00 - 21:24(JST)
- フジテレビ系列26 - 28局で放送（この年、4月1日にさくらんぼテレビ[注釈 1]、高知さんさんテレビが開局。3月31日は試験放送）

## プログラム
|       | 放送日             | タイトル                                                      | 司会者                                    | 主な出演者 | 主な取扱番組                                                                         | 備考                                     | 視聴率 |
| ----- | ------------------ | ------------------------------------------------------------- | ----------------------------------------- | --- | ------------------------------------------------------------------------------------ | ---------------------------------------- | ------ |
| 第1夜 | 3月31日 （月曜日） | 歌番組の38年 '97夜のヒットスタジオ （から、HEY!HEY!HEY!まで） | 明石家さんま、中井美穂 露木茂、八木亜希子 | （LA）松田聖子、中森明菜他 （台場）安室奈美恵、V6他 （大阪）KinKi Kids、森光子、東山紀之                                                | 夜のヒットスタジオ                                                                   | SAYおよびKSSはサービス放送               | 13.3%  |
| 第2夜 | 4月1日 （火曜日）  | アニメの38年 ダウンタウンの今夜は150分 アニメデモミー賞       | ダウンタウン                              | 西山喜久恵 | 鉄腕アトム、サザエさん 世界名作劇場、マジンガーZ、 ちびまる子ちゃん、他              |                                          | 12.6%  |
| 第3夜 | 4月2日 （水曜日）  | ドラマの38年                                                  | SMAP                                      | 田中邦衛、田村正和、陣内孝則他 | 北の国から、愛しあってるかい! 東京ラブストーリー、 101回目のプロポーズ、古畑任三郎他 | この日予定のミニドラマ企画は中止（後述） | 17.8%  |
| 第4夜 | 4月3日 （木曜日）  | バラエティーの38年                                            | 和田アキ子 田代まさし                     | 堺正章、西川きよし他 | 火曜ワイドスペシャル、他                                                             |                                          | 12.2%  |
| 第5夜 | 4月4日 （金曜日）  | 主題歌の38年 ナイナイの歌う新社屋                             | ナインティナイン                          | 加藤茶、とんねるず、久本雅美、石井竜也、石毛恭子、酒井ゆきえ、大野かおり、井上佳子、ガチャピン、ムック、Pちゃん、舟木一夫、尾藤イサオ他 | 番組主題歌                                                                           |                                          | 13.9%  |
| 第6夜 | 4月5日 （土曜日）  | お笑いの38年!                                                 | 明石家さんま 中村江里子                   | 萩本欽一、ナインティナイン他 | オレたちひょうきん族 欽ドン!、他                                                     |                                          | 15.3%  |
| 第7夜 | 4月6日 （日曜日）  | 特番の38年 特番の特番 スペシャル                              | タモリ 久本雅美                           | 今田耕司、近藤真彦、小堺一機他 | FNS27時間テレビ（テレビ夢列島） 新春かくし芸大会、他                                 |                                          | 16.6%  |

### 第1夜・歌番組の38年
「'97夜のヒットスタジオから、HEY!HEY!HEY!まで」
フジテレビの看板歌番組だった『夜のヒットスタジオ』をベースに、新旧人気歌手の競演の他、『夜ヒット』をはじめ、現在も続く『ミュージックフェア』から当時の人気番組『HEY!HEY!HEY! MUSIC CHAMP』まで各種歌番組を紹介した。
司会
- V4スタジオ　露木茂・八木亜希子（フジテレビアナウンサー、当時）
- ロサンゼルス（衛星生中継）　明石家さんま・中井美穂

出演
（ロサンゼルス）
- 松田聖子、中森明菜、小泉今日子、工藤静香、内田有紀

（V4スタジオ）
- 安室奈美恵、V6、観月ありさ、シャ乱Q

（大阪から生中継）
- KinKi Kids、森光子、東山紀之

新社屋V4スタジオとロサンゼルスの衛星生中継を結んで放送。V4スタジオは河田町旧本社の第6スタジオで放送したものと同じセットを再現、ロサンゼルスからは松田聖子や中森明菜ら大物女性アイドルが登場。お台場からは安室奈美恵やシャ乱Qらが最新曲を熱唱。KinKi Kids、森光子、東山紀之も大阪からの中継で登場した。『夜ヒット』の膨大なVTRの他、かつてフジテレビで放送した音楽番組も一挙紹介された。
オープニング映像は『DELUXE』時代（1985年〜1989年）の物が使用された。また、『夜ヒット』のメインセットを使って放送した特番はこれが最後となった。
かつて、さんま・中井は『夜ヒット』の一夜復活スペシャル、露木は『FNS歌謡祭』の司会を務めていた。

### 第2夜・アニメの38年
「ダウンタウンの今夜は150分アニメデモミー賞」
日本初の30分テレビアニメシリーズ『鉄腕アトム』に始まり、現在でも続く『サザエさん』『ちびまる子ちゃん』や、『マジンガーZ』『科学忍者隊ガッチャマンシリーズ』『タイムボカンシリーズ』『ドカベン』『世界名作劇場』などのフジテレビで放送された人気アニメを一挙に紹介。
- 司会　ダウンタウン（浜田雅功・松本人志）
- アシスタント　西山喜久恵（フジテレビアナウンサー）
- V5スタジオから生放送

アニメデモミー賞と題し、いくつかの部門（ドッキリ賞（キャラクターが悪戯などで脅かす）、ニヒル賞、なにわ賞（関西人のキャラクター）、ラブラブ賞など）にノミネートされたアニメのシーンの中からダウンタウンが受賞作品を決めていった。よくある感動的なシーンを集めたものではなくアニメでしかありえないシーンや面白おかしいシーンばかりを集めて放送した。フジテレビでは上記のような有名なアニメがたくさんあるのだが何故かマイナーな作品ばかりノミネートされていた。その中でも『さすらいの太陽』は4つもの部門にノミネートされていた。生放送であるゆえに時間が押した為放送されなかった部門もあった。
また、『ダウンタウンのごっつええ感じ』内で放送された「ダウンタウン物語」というダウンタウン結成エピソードを『ゲゲゲの鬼太郎』『北斗の拳』制作チーム（東映アニメーション東映動画（現：東映アニメーション））がアニメの世界観に合わせてアニメ化するコーナー、様々な社長にアニメの主人公を描いてもらうコーナーがあった。

### 第3夜・ドラマの38年
『東京ラブストーリー』『101回目のプロポーズ』など大ヒット作を生み、現在も続くフジテレビドラマ枠の金字塔月9の名作や、『北の国から』『古畑任三郎』などといった名作・ヒット作を振り返った。
- 司会 SMAP（中居正広・木村拓哉・稲垣吾郎・草彅剛・香取慎吾）ほか
- ゲスト 浅香唯、大西結花、中村由真、陣内孝則、田中邦衛、田村正和ほか

木村が警備員に扮して「壮語敬美」（そうごけいび）の名で登場し、田村正和のものまねを、当日ゲスト出演していた田村本人の前で披露したり、田中邦衛のものまねをする小堺一機と即興でコントを繰り広げた（小堺は『北の国から』で田中が演じている黒板五郎の恰好をしていた）。なお、田村は1997年4月期の火9新ドラマ『総理と呼ばないで』主演のため、その番宣を兼ねて出演した。
この日の目玉企画としてSMAPミニドラマが予定されていたが、プロデュースを担当した塩澤浩二（フジテレビプロデューサー、当時）の不祥事により中止となり、企画は幻となった。

### 第4夜・バラエティーの38年
『火曜ワイドスペシャル』で放送された人気作品などを中心に38年を回顧するほか、フジテレビ人気番組に関するクイズなどのコーナーもあった。
- 司会 和田アキ子、田代まさしほか
- ゲスト 堺正章、西川きよし、安達祐実、鈴木蘭々、千秋、野村佑香ほか

※出演者の中には当時15歳以下の者が何名かおり、其の者は労働基準法により途中（21:00頃）退席していった。
放送当日、東京では雨が降っていたが、オープニングでは雨の中、新社屋を前にチアリーダーがSMAPの「SHAKE」に乗せて踊りを披露した。
西川きよしが、亡き相方の横山やすし に扮装した太平サブローと組んで、懐かしの「やすきよ漫才」を披露した。

### 第5夜・主題歌の38年
「ナイナイの歌う新社屋」
フジテレビで放送されたドラマ・アニメ・時代劇・子供番組などの主題歌を特集。
- 司会 ナインティナイン（岡村隆史・矢部浩之）
- ゲスト 久本雅美、石井竜也 ほか

疑問のコーナーでは、「『ドリフ大爆笑』のドリフはなぜ年を取らない?」 の疑問に対し、加藤茶らが説明。さらに同番組のオープニング・エンディングに登場するスクールメイツメンバー2〜3人が子供連れで出演、撮影当時を振り返った。
フジテレビ新旧朝の儀式のコーナーでは、1966年10月から1982年3月までの15年半に渡り放送された伝説の子供向け教育番組『ママとあそぼう!ピンポンパン』の歴代出演者から、石毛恭子（2代目おねえさん）、酒井ゆきえ（3代目おねえさん）、大野かおり（4代目おねえさん）、井上佳子（5代目おねえさん）、金森勢（2代目体操のお兄さん）、石村治樹（ガンちゃん）、カータン（カッパのキャラクター、声・操演 大竹宏）が番組終了以来15年ぶりに集結。当時放送中だった『ポンキッキーズ』のガチャピン、ムック、Pちゃんと共演した。また、都内の幼稚園から集まった幼稚園児と出演者で「ピンポンパン体操」を歌って踊った。
『銭形平次』（二代目大川橋蔵主演版）の主題歌「銭形平次」を歌った舟木一夫が、主人公・銭形平次に扮装して熱唱。
また、おニャン子クラブ元メンバーのインタビュー中にとんねるずが乱入するハプニングがあった（とんねるずはかつて『夕やけニャンニャン』の司会を務めていた）。
アニメソングコーナーでは、出演者がメドレー形式で歌ったが、『あしたのジョー』のみ、本家版の尾藤イサオが登場して歌った。

### 第6夜・お笑いの38年!
『オレたちひょうきん族』『欽ドン!』『とんねるずのみなさんのおかげです』『ダウンタウンのごっつええ感じ』などといった、フジテレビのお家芸ともいえるお笑い番組を一挙紹介。
- 司会 明石家さんま、中村江里子（フジテレビアナウンサー、当時）
- ゲスト 萩本欽一、小堺一機、関根勤、薬丸裕英、前川清、山口良一、松居直美、ほか

萩本がゲストで登場し、『欽ドン!良い子悪い子普通の子』のホームコントを再現。また半年前に開始し2018年3月まで21年半続いた土曜夜8時枠の人気番組『めちゃ×2イケてるッ!』のメンバー（ナインティナイン、よゐこ、極楽とんぼ、光浦靖子ほか）もゲストで登場した。

### 第7夜・特番の38年
「特番の特番 スペシャル」
『FNSスーパースペシャル1億人のテレビ夢列島』（『FNS27時間テレビ』、以後毎年継続）や『新春かくし芸大会』など、フジテレビの年間恒例特別番組の38年を回顧した。
- 司会 タモリ、久本雅美[注釈 13]
- ゲスト 今田耕司、小堺一機、近藤真彦、寿美花代、斎藤洋介、蛭子能収

オープニングはタモリ、久本が屋形船からの中継で登場。スクールメイツに出迎えられ登場した後本来はこの場所にオーケストラによる歓迎の音楽演奏を行う予定だったが、当日雨が降ったためにスタジオで行われた。放送期間中、第4夜・第7夜と2度も屋外中継が雨の影響を受ける結果となった。
フジテレビ開局初日（1959年3月1日）に放送された開局記念番組の映像も放送。また、タモリがスクールメイツと共に踊る映像や、かつての持ち芸である「四ヶ国語麻雀」を披露するレアな映像も紹介された。
7日間の締めとして、フジテレビ新社屋がロボットに変形し、花火が打ち上がるCGアニメ演出があった。
最終日では第1夜〜第7夜を見ていないとわからない視聴者参加クイズを出題し、7問全問正解した人から1名に「世界一周旅行」がプレゼントされた。
『FNS27時間テレビ』名場面集ではこの日に出演したアナウンサーを紹介した。なお「FNS27時間テレビ」開始以前に入社した山中秀樹・川端健嗣も出演しており、「27時間テレビ」以前は朝の看板ワイドショー番組『小川宏ショー』 で新人アナウンサーの紹介をしたことを語った。

## スタッフ
本番組ではスタッフを制作委員会方式とし「ザッツお台場エンターテイメント!制作委員会」と銘打った。
- プロジェクトプロデューサー：渡邉光男
- 制作委員会：前田和也、大多亮、堤靖芳、吉田正樹・中村敏夫、山田良明、久保田榮一、王東順、井上信悟、佐藤義和、熊田共一
- 製作著作：フジテレビ

## 備考
- フジテレビ系列及び日本テレビ系列とのクロスネット局（テレビ宮崎はテレビ朝日系列とのトリプルネット）のうち、テレビ大分では第2・4・5夜を、テレビ宮崎では第1・5・7夜以外をそれぞれ同時ネットした。両局で同時ネットされなかった回についても深夜もしくは後日遅れネット（録画）で放送されたほか、該当日に近県のフジテレビ系列局を通して視聴できた[注釈 17]。
- 東海テレビでは、第5・6夜はプロ野球「中日対横浜」中継（ナゴヤドーム[注釈 18]）のため、後日遅れネット（録画）で放送された。
- 第1夜と6夜の司会を務めた明石家さんまは、7日間すべてを通して唯一複数回で司会をした。
- また、小堺一機は第3・6・7夜の複数回ゲスト出演した。
- 7日間とも番組の最後に、お台場新社屋PRのために作った5秒CM「♪お台場チャンネル、フジテレビ」が流された。

### 主な関連番組
| 第1夜 - 夜のヒットスタジオ - ザ・ヒットパレード - ミュージックフェア - ヒットパレード90's - G-STAGE - SOUND ARENA - MJ -MUSIC JOURNAL- - HEY!HEY!HEY! 第2夜 - 鉄腕アトム - 鉄人28号 - サザエさん - 科学忍者隊ガッチャマン - 世界名作劇場 - タイムボカンシリーズ - 銀河鉄道999 - Dr.スランプ アラレちゃん - タッチ - ドラゴンボール - 北斗の拳 - ちびまる子ちゃん | 第3夜 - 北の国から - 世にも奇妙な物語 - 東京ラブストーリー - 101回目のプロポーズ - ひとつ屋根の下 - 古畑任三郎 第4夜 - スター千一夜 - 火曜ワイドスペシャル - テレビグランドスペシャル - 金曜・木曜ファミリーランド - オールスター紅白大運動会 - オールスター家族対抗歌合戦 - スターどっきり㊙報告 - THE MANZAI - なるほど!ザ・ワールド | 第5夜 - ドリフ大爆笑 - 夕やけニャンニャン - あしたのジョー - 銭形平次 (大川橋蔵) - スケバン刑事 - 木枯し紋次郎 第6夜 - オレたちひょうきん族 - 欽ドン! - コント55号の世界は笑う - ウッチャンナンチャンのやるならやらねば! - めちゃ×2イケてるッ! 第7夜 - FNS27時間テレビ（テレビ夢列島～27時間テレビ） - テレビ爆笑10年史（テレビグランドスペシャル） - 新春かくし芸大会 |